# Escudo de Lea
O escudo de Lea é um método contraceptivo feminino do tipo barreira.
Ele é uma barreira reutilizável feita de silicone, inserida na vagina sobre o cérvix com a intenção de bloquear a entrada de espermatozoides no útero. É usado em conjunto com um espermicida.
Assim como o capuz cervical, o escudo de Lea se mantém no local devido a sucção.